# Pahawh hmong
Le pahawh hmong est un système d’écriture semi-syllabique, inventé en 1959 par Shong Lue Yang, utilisé pour l’écriture de deux langues hmong : le hmong daw et hmong njua.